# 電クラ
『電クラ』（でんクラ）は、日本のクラシックデュオ、杉ちゃん&鉄平の5枚目のアルバム。

## 概要
電車（鉄道）の様々な音をクラシックで表現したアルバム。ジャケットはカツミ製の名鉄7000系の鉄道模型を使用し、ライナーノーツの背景には関水金属製のオハネフ25を、杉ちゃん&鉄平が写っている写真は廃止後の鹿島鉄道線で撮影したものが使用された。

## 収録曲
1. 協奏曲「A列車で行こう」
  - 冒頭部にハイケンスのセレナーデの車内チャイムが流れる。
2. 山手線上のアリア
  - バッハ作曲の「G線上のアリア」に池袋駅から内回りの発車メロディを演奏。
3. ダブル・コンチェルト第2番 寝台特急「月光」
  - ベートーヴェンのピアノソナタ「月光」1楽章と3楽章を、電車の走行音にのせて演奏。
4. 無伴奏ヴァイオリン踏切ソナタ
  - ヴァイオリンの重音奏法を用いて踏切の音を表現。
5. のぞみインベンション
6. ひかりコンチェルト
7. 3VFエチュード
  - 京急新1000形前期車のVVVF（ドレミファインバータ）を再現。
8. メトロ・イメライ 1.東京・丸の内編
  - 「メトロ・イメライ」の曲名は「メトロ」と「トロイメライ」を組み合わせたもの。
  - ホームドア設置・ワンマン運転開始前の丸ノ内線東京駅をイメージ。
9. メトロ・イメライ 2.大阪・御堂筋編
  - 御堂筋線新大阪駅の江坂・千里中央方面をイメージ（発車メロディは上りバージョン）。
10. メトロ・イメライ 3.福岡・空港編
  - 空港線博多駅をイメージ。
11. メトロ・イメライ 4.札幌・東西編
  - 東西線大通駅をイメージ。
12. 舞曲「恋の片道切符」
13. 協奏曲「銀河鉄道999」
14. MY FAVORITE THINGS
  - JR東海の京都観光キャンペーン「そうだ 京都、行こう。」TVCM曲。
15. 旧のぞみメヌエット
16. 亡き名鉄7000系のためのパヴァーヌ 2010年廃止予定の初代パノラマカーに捧ぐ[1]
  - タイトルは亡き王女のためのパヴァーヌから。冒頭にミュージックホーンの音が入り、最後の部分でミュージックホーンの音を演奏する。
17. 山手線上のアリア feat.立川真司
  - 立川真司の駅アナウンスの真似が入ったボーナス・トラック。